# Thomas Turgoose
Thomas Turgoose é um ator britânico.

## Começo
Thomas Turgoose nasceu no dia 11 de fevereiro de 1992, na cidadezinha de Grimsby, em Lincolnshire. Ele é o mais jovem de quatro irmãos. Os seus pais, Rob e Sharon Eggleston, se separaram quando ele tinha apenas um ano de idade. Ele tem três irmãos mais velhos, Karl, Mathew e Jamie.
Ele e o seu irmão foram criados em Grimsby por sua mãe, usando o nome de solteira dela. Devido à má disciplina em sua casa, em parte por causa da doença de sua mãe, Thomas Turgoose acabou sendo expulso da escola. A sua mãe, Sharon, morreu de câncer no dia 29 de dezembro de 2005 (o filme This Is England foi dedicado em sua memória).
No momento da escolha do elenco para o filme This Is England, Thomas Turgoose estudava apenas uma hora na semana, o que fez com que ele fosse colocado em uma sala para crianças problemáticas, o Space Project (em português, algo como: "O Projeto Espaço"), e foi neste momento que ele acabou sendo escolhido para protagonizar o filme.

## Carreira
Em 2006, no filme This Is England (escrito e dirigido por Shane Meadows), ele interpretou o personagem Shaun. Aparecendo virtuosamente em todas as cenas, a sua performance atraiu a atenção de milhares de críticos, o que fez com que ele, mais tarde, ganhasse o prêmio de "British Independent Film Award for Most Promising Newcomer".
Na televisão, no drama The Innocence Project (da BBC) ele interpretou Dizzy, um jovem garoto que tem Adam Solomons (Luke Treadaway) como mentor. O programa foi cancelado após oito episódios, devido às críticas negativas e também pela baixa audiência. No entanto, o personagem de Thomas Turgoose apareceu em seis dos oito episódios.
Em 2008, ele estava novamente em outro filme de Shane Meadows. Desta vez, o filme chamava-se Somers Town, onde ele co-estrelou ao lado do jovem ator polonês Piotr Jagiello. No Festival de Tribecca de Nova Iorque, os dois jovens atores ganharam o prêmio de "Best Actor in a Narrative Feature".
Thomas Turgoose trabalhou também no filme The Scouting Book for Boys, e na série britânica de televisão This Is England '86.

## Trabalhos
| Ano       | Nome                                | Papel  |
| --------- | ----------------------------------- | ------ |
| 2010      | The Scouting Book for Boys          | David  |
| 2010      | This Is England '86 (Série de TV)   | Shaun  |
| 2008      | Eden Lake                           | Cooper |
| 2008      | Somers Town                         | Tomo   |
| 2006      | This Is England                     | Shaun  |
| 2006-2007 | The Innocence Project (Série de TV) | Dizzy  |

## Prêmios
- 2006 - Venceu – British Independent Film Awards – "O Estreante Mais Promissor".
- 2008 - Nomeado – British Independent Film Awards – "Melhor Performance de um Ator num Filme Independente Britânico".[6]
- 2008 - Venceu – Tribeca Film Festival, New York – "Melhor Ator num Filme" (com Piotr Jagiello) pelo filme "Somers Town".[7]